# I Me Mine
I Me Mine (с англ. — «Я, мне, моё») — песня группы The Beatles с альбома Let It Be. Написана Джорджем Харрисоном.
Песня впервые была исполнена 8 января 1969 года во время записи нереализованного альбома Get Back в студии Туикнем и съёмок фильма «Пусть будет так». В фильме песня исполняется Джорджем Харрисоном, Полом Маккартни и Ринго Старром, пока Джон Леннон танцует вместе с Йоко Оно. В 1970 году песня была перезаписана. Маккартни, Харрисон и Старр записали 90-секундную композицию, а Фил Спектор скопировал фрагменты плёнки и удлинил её почти вдвое.
«I Me Mine», по признанию Харрисона, — это проблема личности, соотношения маленького «я», то есть осознание себя самого, и большого «Я» — вселенского, космического сознания, лишённого всякой раздвоенности и эгоизма.

## Участники записи
- Джордж Харрисон — основной вокал, бэк-вокал, акустическая гитара, соло-гитара
- Пол Маккартни — бэк-вокал, бас-гитара, орган Хаммонда, электропиано
- Ринго Старр — ударные
- Джордж Мартин — продюсер
- Фил Спектор — продюсер
- Фил Макдональд — звукоинженер
- Питер Баун — звукоинженер
- не отмечены — 18 скрипок, 4 альта, 4 виолончели, арфа, 3 трубы, 3 тромбона

## Факты
- Это последняя совместная сессия записи музыкантов группы перед распадом, причем без участия Леннона.
- I Me Mine — название автобиографии Джорджа Харрисона.
- Размер песни — 3/4, собственно поэтому Джон и Йоко танцуют под неё вальс.